# マシュー・ボールトン
マシュー・ボールトン (Matthew Boulton ([ˈboʊltən] 1728年9月3日 - 1809年8月18日) はイングランドの工場経営者、実業家である。1785年、王立協会フェローの称号を受ける。
18世紀の後半、ジェームズ・ワットと共同でボールトン・アンド・ワット蒸気機関を何千基も据えつけて工場や製粉所・製糸場の製造技術の向上に貢献。貨幣の製造の技術革新をもたらし、王立造幣局に最新の製造設備導入を働きかけ、イギリス国内外の硬貨を数千万枚製造した。

## 概論
父はバーミンガムの金属製品加工工場の工場主で、亡くなったときボールトンは31歳。数年前に父から経営を引き継いだ工場を大きく育ててやがてソーホー製作所を創業し事業を統合すると、最新技術を導入し製作所で銀皿、オルモルその他の装飾品へと手を広げる。ジェームズ・ワットの事業パートナーだったジョン・ローバックから貸付金を回収できず、その弁済としてワットの発明に対するローバック分の特許権を得たことをきっかけに共同事業者となるのである。ボールトンはワットの蒸気機関特許権を17年延長するようロビー活動をつうじて国会に認めさせてワットの蒸気機関の商品化に成功、イギリス国内外で鉱山および工場を手始めに何万基ものボールトン・アンド・ワット蒸気機関を出荷したのである。

## 実業家の背景
ボールトンはルナー・ソサエティの重鎮としてバーミンガム周辺地域の芸術・科学・哲学の分野で活躍する名士の集まりをまとめ、会合を毎月の満月の日の前後に開いた。ワットをはじめエラズマス・ダーウィン、ジョサイア・ウェッジウッドあるいはジョゼフ・プリーストリーが会員に登録、それぞれが科学、農林業、製造、鉱業、輸送のさまざまな分野で産業革命の基礎となる原理や技術を創出している。イギリスの貨幣製造のレベルの低さを嘆いてソーホー貨幣製造所を興すと蒸気機関を採用して技術の向上に取り組み、四半世紀をかけて1797年にイギリス初の銅貨製造設備を完成させた。〔車輪〕とあだ名がついた硬貨はデザインがたいへん巧みで偽造に強かったという。またイギリス初の大振りな銅貨を製造し、この銅貨はイギリス通貨の十進法化 (1971年) の施行まで流通した。ボールトンの引退は1800年だが製造所の経営は1809年に亡くなるまで続けた。2011年より流通する50UKポンド紙幣 (シリーズF) には、ワットと共に肖像が採用されている。

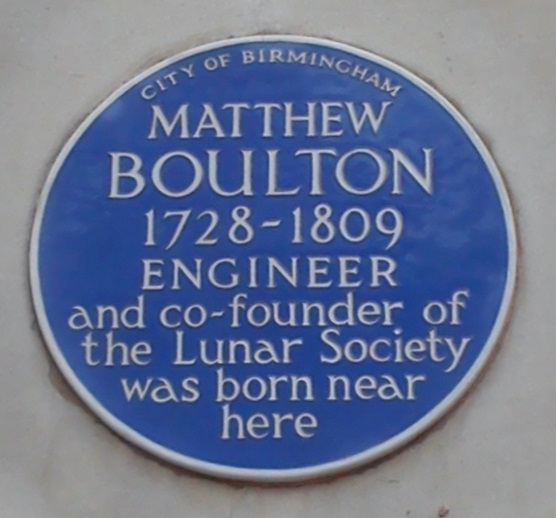
マシュー・ボールトンの生誕地を示すブルー・プラーク (イギリス・バーミンガム)

## 前半生
長年、鉄の都として鉄工業の中枢を占めたバーミンガムは18世紀初頭から技術の向上にともなってさらに簡単に、より安価に製鉄できる時代を迎える (1709年以降) 。鉄鉱石を溶解する燃料が木炭からコークスに加速度的に切り替わる転機は、イギリス全土で伐採が進みすぎて木材が枯渇したこと、バーミンガムのウォーリックシャー州と近隣のスタフォードシャー州で埋蔵量の膨大な炭鉱が発見されたことにある。製鉄を担う工場の大半は中小の工場でありバーミンガム周辺、なかでも大工業地帯ブラックカントリーを中心にスメドイックやウェスト・ブロムイッチにわたって分布、できあがった薄鋼板はバーミンガム近郊の加工場に運ばれた。内陸部で大きな川もなく運河が築かれる前の時代であり、加工業者は輸送の簡単な小さくても価値の高いボタンやバックルなどを作っている。この時期の様子をフランス人のアレクサンドル・ミセン (Missen=原文ママ) が記したところでは、細工のよい杖の握りやかぎ煙草入れその他、イタリアのミラノで金工品を見慣れていたものの「模倣品ならバーミンガムでずっと安く」手に入ったという。小さな銀の装飾品はやがてイギリスのミッドランド地方で作る小物として〔トイ製品〕と呼ばれ、業者も「バーミンガムのトイ製造業者」 (toymakers) の名で通るようになった。
マシュー・ボールトンの家系は5代前のザッカリー・バビントン師がリッチフィールドの町の Chancellor (ecclesiastical)であり、1700年生まれの父はやはりマシューといい、見習い工になるためバーミンガムへ移ると1723年にクリスティナ・ピアーズと結婚。父ボールトンはバックルを作る小さな工場を構え、3番目の子供として生まれたのが息子の2代目マシューである (1728年)。じつはその2年前に同じマシューと名づけた息子を2歳でなくしていた (1726年) 。
息子が生まれるとほどなく父の商売が上向き、一家はバーミンガム近郊のスノウ・ヒルに転居して裕福な家庭の多い新興住宅街で暮らした。地域の小学校が荒れており、息子のマシューはバーミンガムをはさんだ反対側のデリテンドの学園へ通学する。15歳で学校を終え、金属加工の腕を上げてホウロウ細工のバックルを作り始めるのは17歳。そのバックルはたちまち人気を得てフランスに輸出され、イギリスに逆輸入したものはフランスの最新技術で作ったと宣伝される。
1749年3月3日、ボールトンは血のつながったメアリー・ロビンソンと結婚。義理の父は絹織物取引で財をなし、ボールトンが妻にしたメアリーは何不自由なく育った女性であった。新婚生活はメアリーの実家で暮らし、21歳で父ボールトンの共同経営者になったためバーミンガムへ引っ越していく。あいかわらず取引の書類に「(ボールトン) 父子より」と署名してはいたが、1750年代半ばには家業を取り仕切っており、父ボールトンは1757年に引退し1759年に亡くなる。
ボールトン一家はそのころ娘を3人授かりながらすべて幼くして亡くしてしまう。ボールトンの妻は父ボールトンと同年の8月に病没、ボールトンは妻の妹に求婚する。亡き妻の妹や姉と結婚することはキリスト教教会の法にそむく行いではあるが慣習法によれば罪はなく、ボールトンは1760年6月25日にロザーハイズ (Rotherhithe) の聖マリア教会で結婚式を挙げた。ボールトンの銀製品を研究するエリック・デリーブ Eric Delieb は著書でボールトンの一生にふれると、結婚式をつかさどったジェームズ・ペンフォルド師が貧しい副牧師だったことから、ボールトンに買収された可能性があるという。
後年、やはり亡妻の姉か妹を妻に迎えようとする男性にボールトンは忠告した。「詳細を聞くまでもないが、今すぐにでもここを離れてスコットランドでも、あるいはロンドンの町の片隅の、ワッピングでもどこでもよいから住み着いて地域の教会にせっせと通うとよい。そのうちにほとぼりが冷めるし教会 (の法) もおとがめなしになれば万事めでたしめでたし……姿をかくす、隙を見せず、スコットランド。この3つを忘れないように」。
ところが妻の兄弟でルークという人物がふたりの結婚に反対する。ロビンソン家の財産を自由に操ろうと、あるいは食いつぶそうとするのではないかと疑ったためだった。再婚から4年経ちルークが亡くなると遺産は妻のアンが引き継ぎ、結局、マシュー・ボールトンが管理するのであった。
アンとの間に子供をふたり授かり、マシュー・ロビンソン・ボールトン (経営管理論) とアン・ボールトンと名づけた。息子のマシュー・ロビンソンは再婚して子供は6人、その長男 (マシュー・ボールトンの孫) マシュー・ピアーズ・ワット・ボールトンはきちんと教育を受けて古典学者になる。亡くなってから航空機の飛行コントロールに関わる重要な補助翼を発明した人物として評価された。再婚して子供を6人もうけた点はボールトンの息子と共通している。

## 発明家として

### 事業の拡大

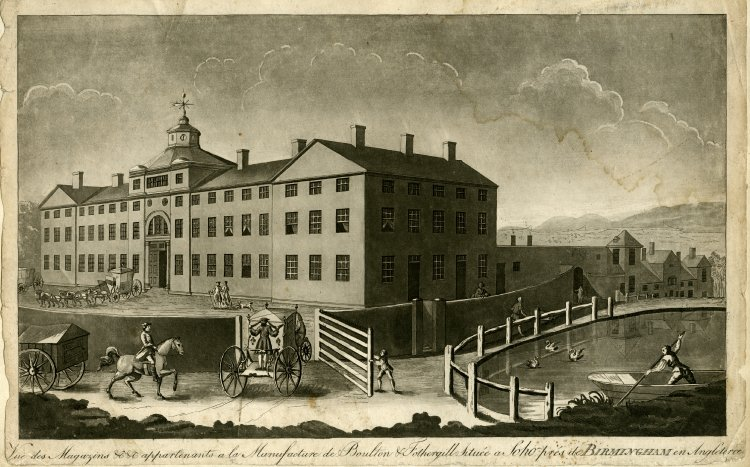
ソーホー製作所 (1773年、フランシス・イギントン作)

父が亡くなった1759年以降、ボールトンは家業のトイ製品製造販売に本腰を入れ、ロンドンほか出張先で商品を売り込みほとんど家に帰らなかった。友人のコネを使って剣をエドワード・オーガスタス公に献上したところ、ひどく気に入って自分用に特注したのは兄で後のイギリス王ジョージ3世、当時のプリンス・オブ・ウェールズである。
再婚と父の遺産で増えた資産を元手に手を広げようと工場用地を探し、1761年にソーホーで面積 13エーカー (5.3 ha) の借地を見つけて圧延工場を構える。さらにすぐ近くのスタフォードシャー州に住居付の社屋を建築、「ソーホー・ハウス」と名づけた。当初、ソーホー・ハウスにはボールトンの血縁者が住み、そのあとに1代目の共同事業者ジョン・フォザギルが入居した。1766年、フォザギルに退去させるとボールトンと家族が移り住み、ここがボールトン夫妻の終の棲家となったのである。1783年に亡くなった妻のアンの死因は脳梗塞、ボールトンは長患いの末に1809年に息を引き取っている。
ソーホーの用地には共有地が含まれていたもののボールトンが囲い込み、後年、土地を使っていた人々を「乞食同然の怠け者ども」とそしった。ソーホー製作所は1765年には落成し、建物の正面はパラディオ風、荷物の積み下ろし台は19ヶ所作り、上階には事務員や管理職の働く区画、主な用途は倉庫 (ボールトンの言う「第1社屋」) である。工業用建築の設計は技術者が担当するという時世にあって、ボールトンの建物は地元の建築家ウィリアム・ワイアット (William Wyatt) が手がけた。敷地内には工場が作られ、ボールトンとフォザギルは最新の金属加工設備を導入、産業界の驚異と羨望されたのである。初期投資だけでおよそ2,000イギリスポンド (現在の貨幣価値で27万6,000イギリスポンド)、建設設備費の総額はその5倍とも言われる。建設と製造設備の投資は手元資金の及ばない2万イギリスポンド超にのぼり、巨額の借入金と出資者からたくみに引き出した資金でまかなった。

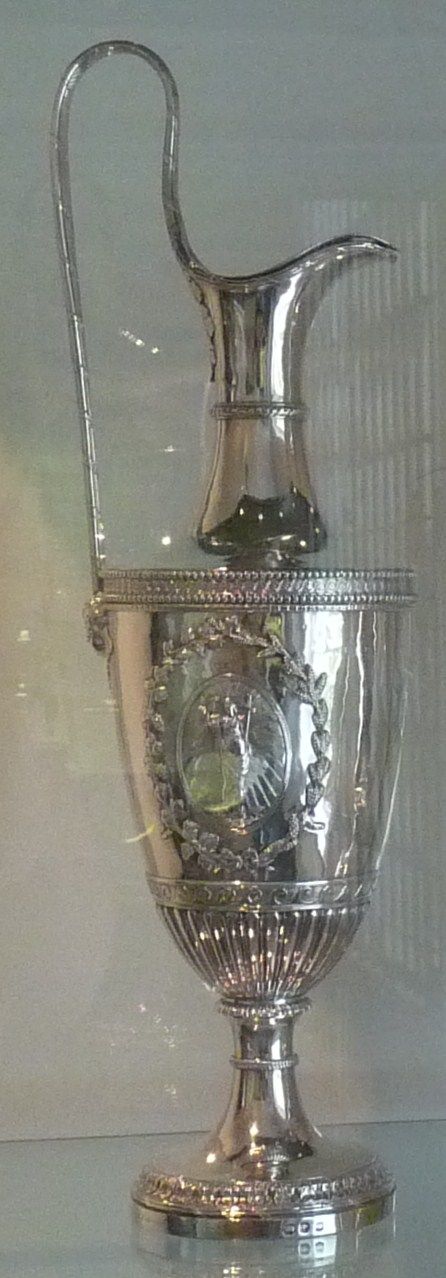
ボールトン&フォザギル名で教会に寄付した巨大な銀製の水瓶 (1774年)

新しい設備で製造を計画した品物は上流階級向けには銀製の、一般向けにはシェフィールド・プレート加工の食器類である。かつて父とともにバーミンガムで長年にわたって作った小物ほか銀製品あるいは銀メッキ製品などの詳しい記録はない。ロンドンで販売するたとえば燭台をもっと安価に製造するため会社は肉薄の金属板を打ち出す金型製法を採用、パーツごとに作って半田付けした。
ボールトンはまた、地元バーミンガムになかった貴金属分析所 (assay office) を誘致した。ボールトン家が作り続けたトイ製品はおおむね軽量で貴金属分析にかけずに済んだが、銀製品は分析だけのために最寄のチェスターの分析所まで運んでホールマークを受けねばならず、道中、製品にきずがついたり盗まれたりするリスクがありながら70マイル (110 km)もの輸送を義務付けられたのである。あるいはロンドンの分析所へ送るとすると競争相手にデザインを盗まれる恐れまであった。
「わが望みは偉大なる銀細工師になることであるが、われらのバーミンガムに〔分析所〕を誘致できなければ実現にはほど遠いのである」とボールトンが書き記したのは1771年である。議会にバーミンガム貴金属分析所の設立を陳情してロンドン中の金細工師から猛反対を喰らうもののバーミンガムおよびシェフィールドに貴金属分析所を設立する法案が可決。ところが大量に在庫する粗銀を機会費用と見なされたことから、銀製品の取引に発展が見込めなくなる。会社は大量のシェフィールド・プレート製品を生産し、ボールトンは篤く信頼する部下に業務一切を委任する形で生産にほとんど関わらなかった。
顧客を上流階級に広げるためボールトンはそれまでフランスから輸入するばかりだったオルモル細工の大ぶりの壺の製作に取り掛かる。オルモルとはフランス語で「オーマルー」 (金と水銀を機械練する) を意味するアマルガムを使った製品で、素材を成形してから加熱して水銀を除去すると金製品を模造できる。1760年代後半から1770年代初頭、上流階級に装飾を施した大壺が流行するとチャンスが訪れた。まず同じルナー・ソサエティ会員のジョサイア・ウェッジウッドに陶製の大壺を作らせて金属の装飾をつけようとするが、装飾の重さで陶器は割れてしまう。次に大理石など装飾性の高い石を素材に選び大壺を製造。ギリシャの壺を集めていたコレクターや取引業者、果ては彫刻家から品物を借り入れるとボールトンはデザインを写し取っている。フォザギルほかの人々は広くヨーロッパにデザイン案を求めた。

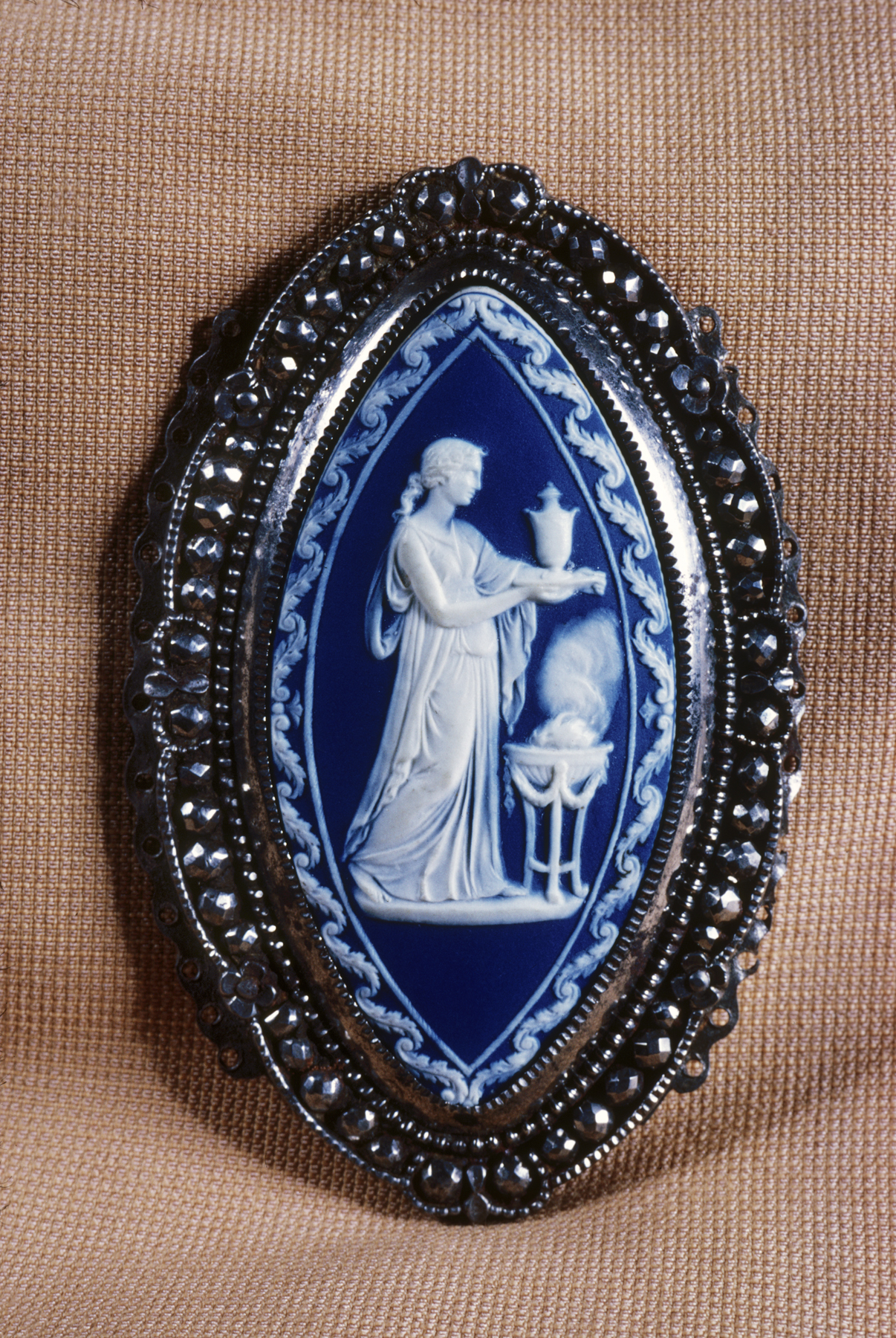
陶製のバックル (ウェッジウッド製)

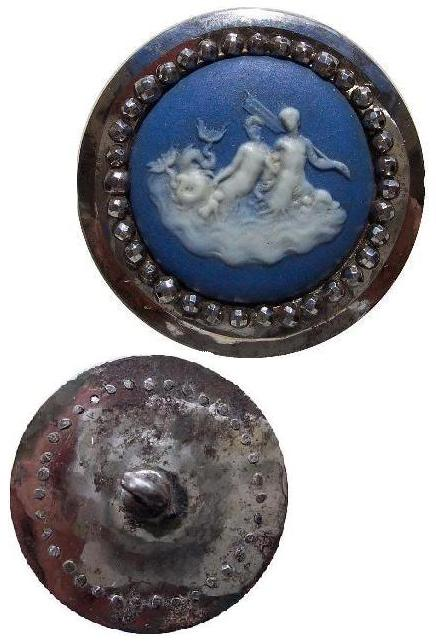
カットスチール細工をほどこしたウェッジウッドの陶製ボタン (1760年頃、北東地域ボタン製造業協会提供)

1770年3月に王室を訪れたボールトンから、ジョージ3世の妃シャーロットが大壺をいくつか買い上げる。また翌年と翌々年 (1771年と1772年) にはクリスティーズで頒布会を開き、売れ残りが出たり希望の価格よりも低く取引したりと売り上げは必ずしも芳しくなかったものの、ボールトンの名前と製品の品質の高さを広めることに成功。大壺の人気が下火になる1770年代はじめにロシアのエカチェリーナ2世はボールトンの製品をフランスのオルモルよりも優れた良品でしかも値ごろだと気に入り、大量に抱えていた在庫から多くの品をまとめ買いした。まだ注文されれば作っていたが、ボールトンの会社は1779年から製品リストに「オルモル」を載せていない。フォザギルが1782年に亡くなると会社の共同経営は終わり、〔トイ製造部〕に残ったオルモルは14 品のみである。
ボールトンが手がけたなかで売り上げを稼いだのは小物にあしらった金具でウェッジウッドの代名詞とも言えるジャスパーウェア陶器の額縁やカメオブローチなどと組み合わせてあり、現在まで伝わったものはオルモルあるいはカットスチールの細工 cut steelが宝石を思わせる輝きをかもし出している。ウェッジウッドとボールトンは親交があり、ときによって事業を提携、またライバルでもあった。ウェッジウッドはボールトンを評して「よもやイギリスの製造業者と手を組むとは――相手は私と肩を並べるほど有能な――人柄は好ましく気骨があってよい」と記した。
従業員対象の保険制度を1770年代に導入、後世の保険制度の先がけで従業員はけがや病気の補償を受けるためソーホー Friendly Society に強制加入し給料の6分の1を支払っていた。会社が雇う見習い工は貧しい家庭に育ったか孤児の少年で、技能工になるまで訓練を重ねさせ、育ちのよい若者は見習い工にしない主義で、恵まれない身の上の者たちの間で「浮いてしまうから」だと理由を述べている。
すべての発明や開発が成果を挙げたわけではない。画家のフランシス・エッギントンとともに、中産階級の顧客に売る複製画を作る技術を考案したが製品は作っていない。化学者ジェイムズ・キアと開発した「エルドラド」という合金は水中で腐食せず船舶の防水に使えるという触れ込みで海上の実証実験をしたものの、海軍本部には採用されず、ソーホー・ハウスの扇形の明り取り窓や窓枠に使われるに留まった。すぐそばにバーミンガム運河水路網の本線工事が始まり、水位が下がって損害をこうむるのではないかとボールトンは危ぶんだが1779年に書き残したように「ウォールバーハンプトン運河との接続工事完了。ブリストルへもハルへも船を出した。順風満帆」だったようだ。

ボールトンの製品
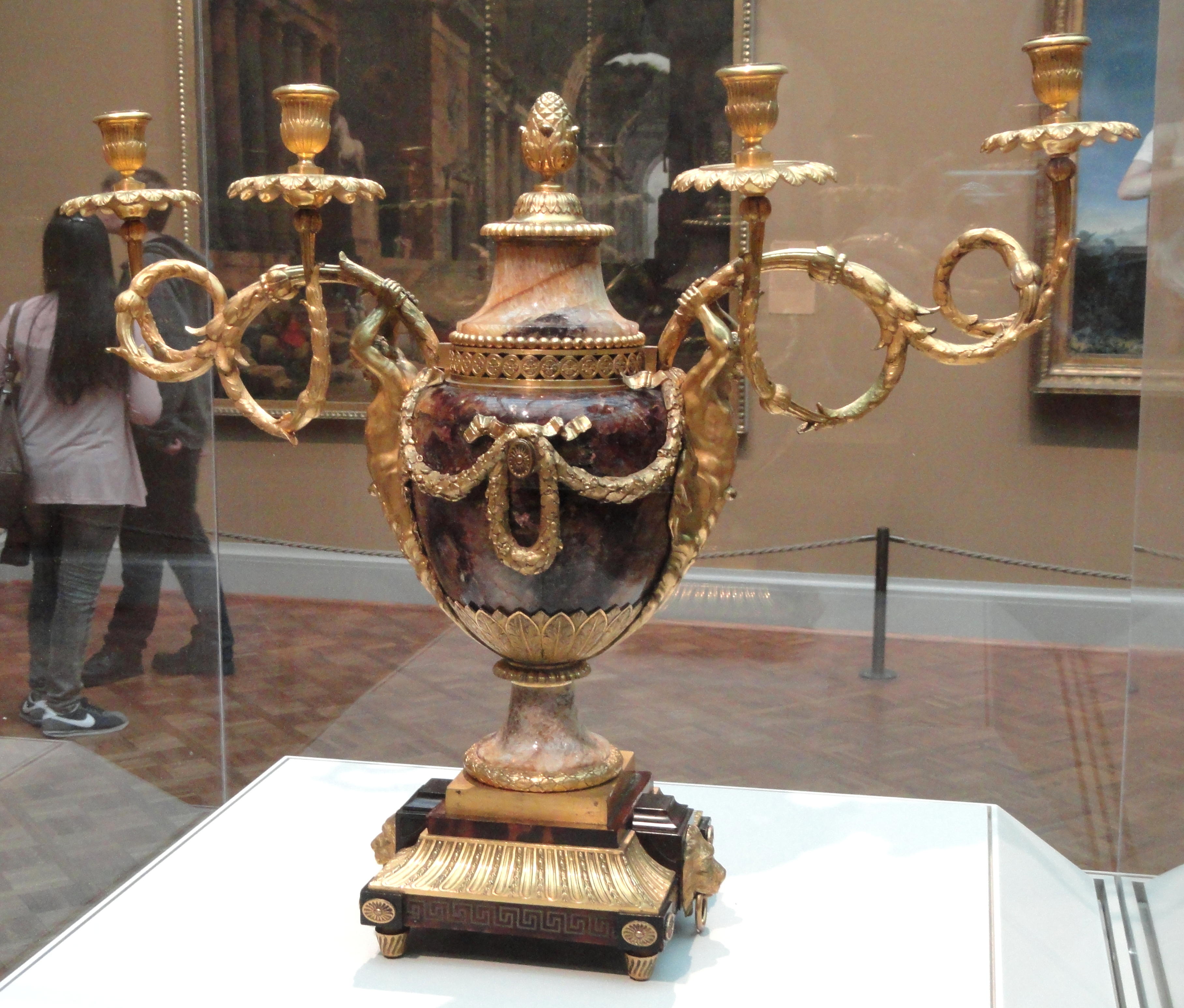
オルモル加工の枝付燭台。ダービーシャー産蛍石と銘木単板 (1770年頃)
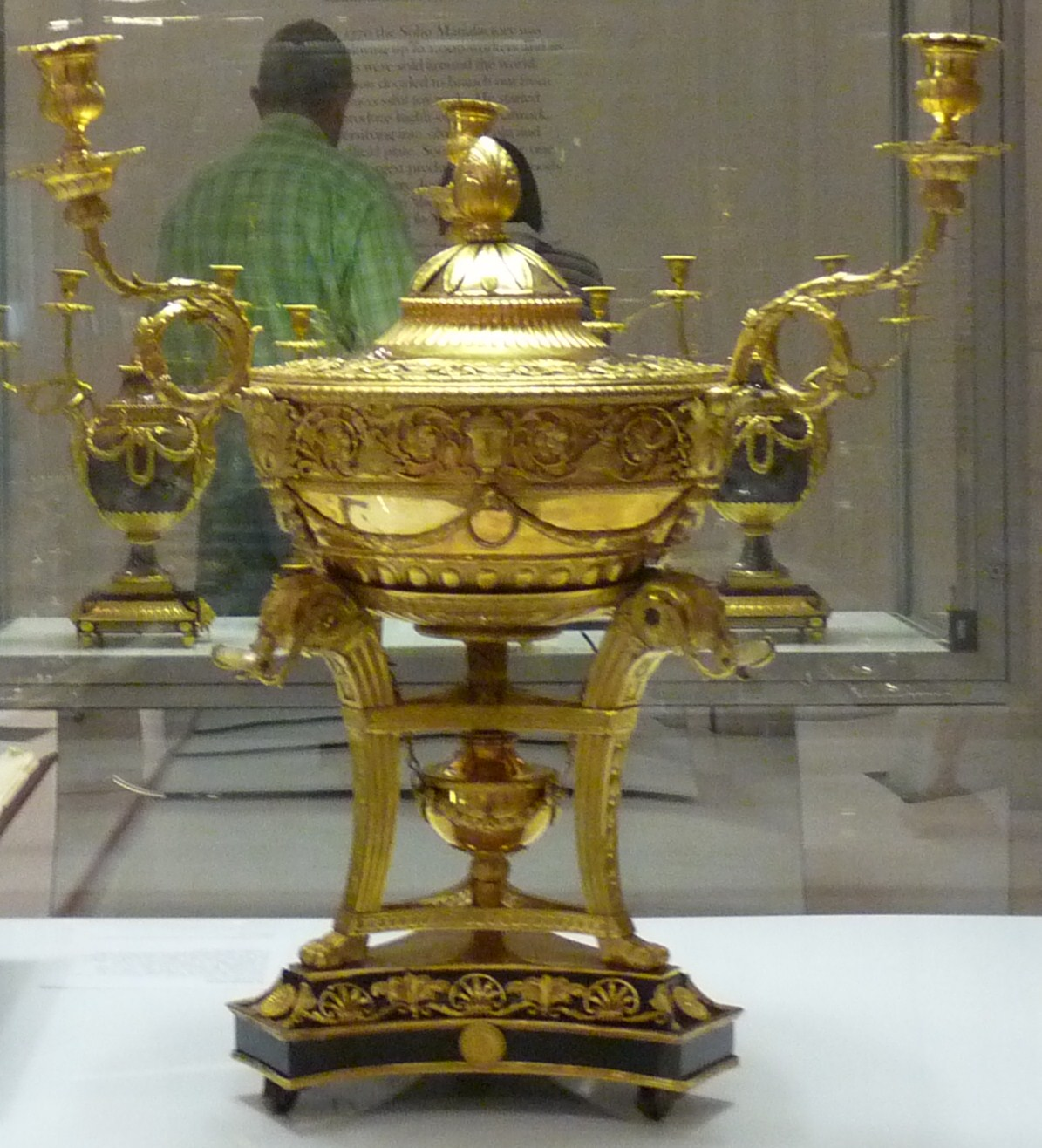
オルモル加工の給茶器。1770年代初頭
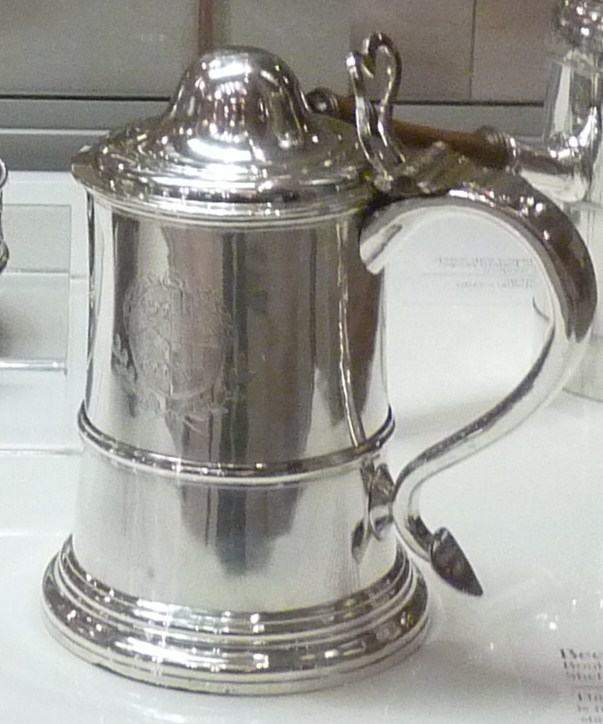
シェフィールド・プレート加工のビールジョッキ (1760年代)
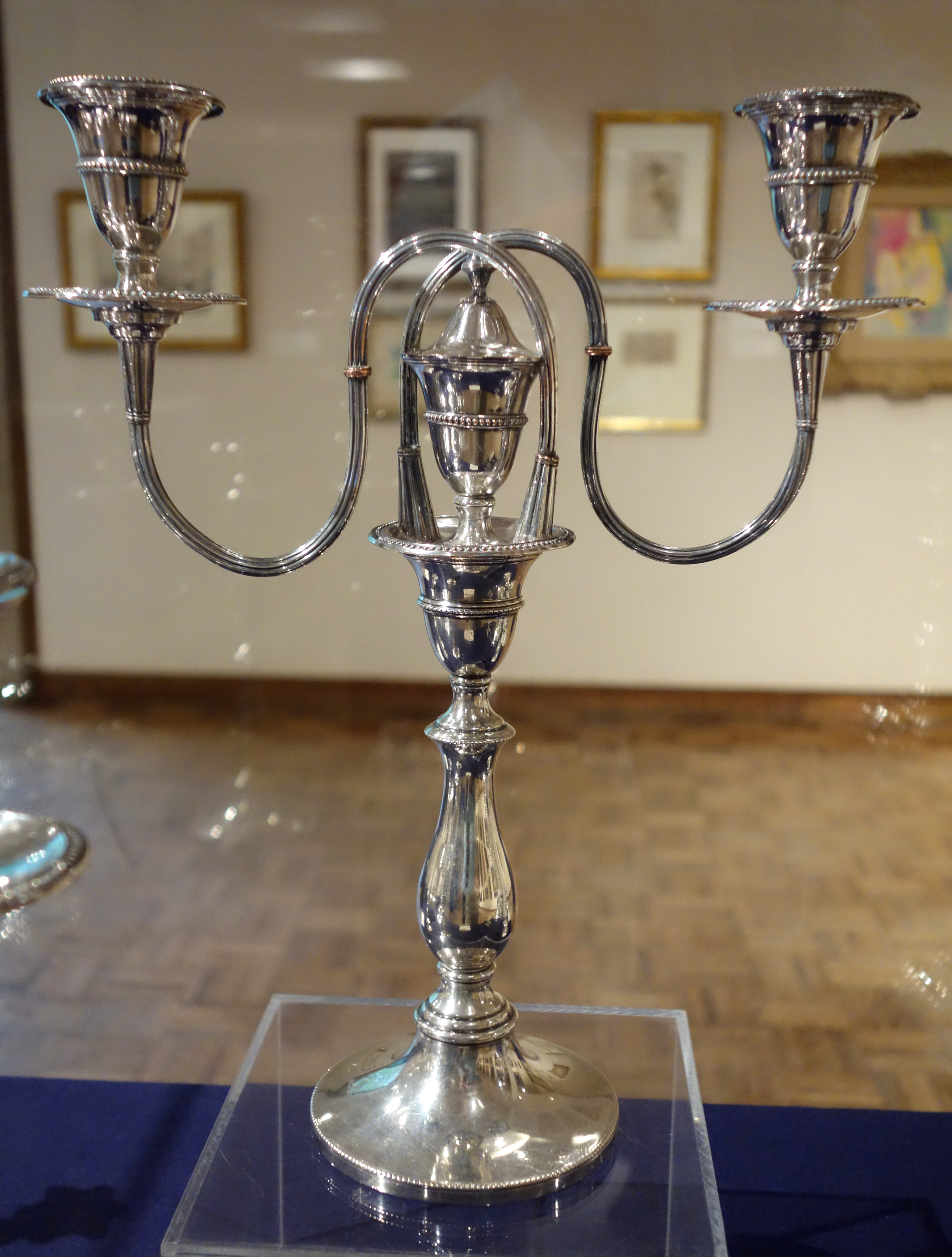
銀の燭台 (1773年-1774年)

### ワットと共同事業

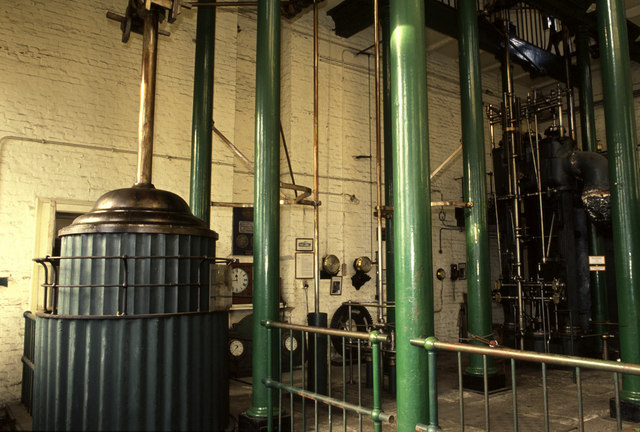
ボールトン・アンド・ワット製ビームエンジン。ロンドン水道蒸気機関博物館 (London Museum of Water & Steam) の展示品 (ロンドン)

ソーホー製作所は水力では必要な動力をまかなえず、特に夏季は導水路の水位が下がるためエネルギー不足は深刻だった。そこで水車用水を貯水設備に循環するにも、それ自身で動力を作り出すにも蒸気機関を採用すればよいとボールトンは考えると、1766年から手紙でワットを説得すると2年後に面談、3年目の1769年に蒸気機関の運転効率をさらにあげるワット独自の熱交換式復水器を発明して特許を取得。ボールトンはこの発明は自社工場に役立つばかりか、エンジンの製造事業で利益を得られると確信する。
特許は取ったものの、ワットはエンジンを実用の段階まで開発しないまま、1772年には次の発明に取り掛かる。ボールトンはワットと共同開発を進めた工学研究者ジョン・ローバック博士に貸した1,200イギリスポンドを回収できなくなり、ローバックからワットの特許に対する3分の2の権利を引き取り弁済に当てることに同意。ところがボールトンの共同経営者のフォザギルは事業の権利ではなく現金を受け取ると、エンジン開発にまったく関わろうとしなかった。ボールトンにとってもワットが発明をさらに磨かない限り、引き受けた権利に何のうまみもない。そのころ従来型のニューコメンの蒸気機関は鉱山でわき水のくみあげに使われ、石炭の燃費が悪く坑道が長く伸びるにつれ排水能力が不足。ワットの発明の噂が広がると、新しい蒸気機関が市販されるのではないかと関心を集め、従来型の蒸気機関の買い控えを招いたのである。
ワットの才能を褒めちぎった効果が出てロシア政府から雇い入れたいとの打診があると、ボールトンは辞退するようワットを説き伏せた。特許をとってから5年後の1774年にようやくバーミンガムに呼び寄せ、翌年、共同事業を立ち上げている。その1775年のうちにワットの特許のうち6件は取得してから14年間経ち、手付かずのまま期限切れになるところだったのだが、ボールトンはロビー活動を通じてワットの特許が1800年まで延びるよう、特許期間の延長の法令を議会に作らせる。そのかたわら蒸気機関の改良を進めて鉄加工の匠ジョン・ウィルキンソンの貢献もあり、製品を完成させた (ウィルキンソンはルナー・ソサエティ会員 ジョセフ・プリーストリーと義理の兄弟) 。

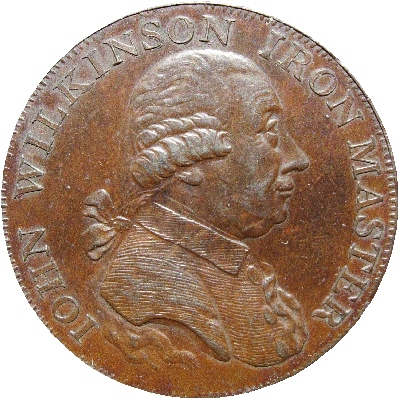
1793年のハーフペニー硬貨に刻まれたジョン・ウィルキンソンの肖像。ボールトンのソーホー貨幣製造所製。

1776年に蒸気エンジン2基を完成し、共同事業としてウィルキンソンに1基、ウェスト・ミッドランズ州ブラックカントリーのティプトン鉱山に1基を納品、どちらも正常に稼動してよい宣伝になった。次つぎに注文を受けるとボールトンとワットはあちこちに蒸気エンジンを据え付け、ただしエンジンの完成品はほとんど製造せず注文主に数箇所の製作所から必要な部品を購入させるとソーホーの技術者立会いの下、設置場所でエンジンを組み上げた。利益は蒸気機関を貸し出す形で契約を結び燃費向上の歩合で取る方式を考え出した。従来のエンジンと燃費を比較、節約できた経費の3分の1を向こう25年間受け取るとしたのである。しかし鉱山主は鉱山から出た商品価値の低い石炭を使ってエンジンを動かして燃費を採炭の原価に抑えてしまったため、歩合の設定をめぐって争いになる。また鉱山主は一旦エンジンを設置すると自分の設備だと言い張って毎年の契約更新料の支払いをしぶり、ワットの特許を廃止するように議会に請願すると脅したのである。
ボールトンたちのエンジンの主な市場は鉱物資源の豊かなコーンウォール郡で、取引先は鉱山が多かった。しかし他社との熾烈な競争に加えてウェールズから輸入する石炭価格の高騰など地元の鉱業特有の問題が起こり、年に数ヶ月、最初はワットが、のちにはボールトンが設置場所に立ち会って鉱山主とのトラブルを避けようとする。1779年に雇用した技術者のウィリアム・マードックにエンジン据え付けの現場監督を任せることができてからは、ワットとボールトンはバーミンガムに残って開発に専念できるようになった。
鉱山で使用するエンジンポンプは大当たり、1782年に同社は工場や製粉所での使用に合わせてワットのエンジンをロータリー方式に改良する計画を立てた。前年の1781年、ウェールズ訪問でボールトンは強力な水力方式の銅の圧延機を見学しており、夏に水が枯れると頻繁に使用できないと聞くと蒸気機関なら問題はないと切り替えを説得している。ボールトンはワットに手紙でエンジンの改良を促し、イングランドでエンジンポンプの市場拡大はそれ以上は望めないと警告した。「コーンウォール規模の市場は鉱業界にはもうありません。われらのエンジンの売り込み先に望みがあるとするなら、最も可能性の高い分野は製粉所でありエンジンの改良こそ肝要であります」。完成しても注文はほとんどないのではないかと心配しながらもワットは1782年の大半を改良作業に費やし、年末に新型エンジンが完成。すると最初の受注からすぐに製粉所や醸造所の注文がいくつも相次いだ。
ジョージ3世はロンドンのウィットブレッドの醸造所を見学した折にエンジンを褒めている。ロンドンのアルビオンミルに新設したエンジン2基をデモンストレーションに使うと、ボールトンは小麦を1時間に150ブッシェル製粉してみせる。製粉機は経費がかさんで利益が薄かったものの、歴史家ジェニー・アグロウによると新製品の「実に"革新的な"売り込み方法」であり、歴史家サミュエル・スマイルズの長年の研究では1791年に火災で工場が閉鎖されるまで製粉機の人気は「広範囲に拡散」し、ロータリーエンジンの受注は国内ばかりかアメリカや西インド諸島からも次つぎに舞い込んだという。
1775年から1800年の間に会社が製作したエンジンはおよそ450基。他社は同じ時期にコンデンサ独立式のエンジン開発競争から手を引くと、燃費は悪くとも安価でワットの特許に制限を受けない蒸気機関#ニューコメンの蒸気機関を1,000基前後、製造している。ボールトンはジェイムズ・ボズウェルという作者がソーホー製作所を見学したときに自慢気に話したのである。「つまりですな、全世界が望んでいるもの、POWERを販売しているわけです」。効率的な蒸気機関の開発は大規模な生産に結びつき、マンチェスターのような工業都市の登場を迎える。

## 貨幣製造に進出

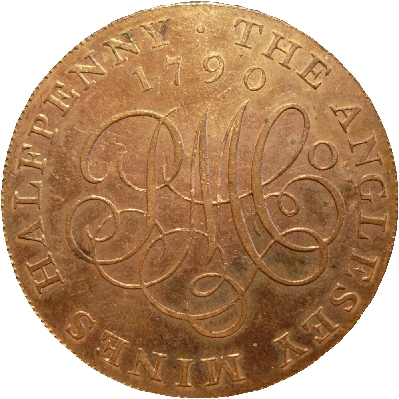
ボールトン製造のアングルシー・ハーフペニー硬貨 (1790年) 。蒸気機関でうった初の硬貨で

### 正規の硬貨と私製銅貨
国内市場に流通する硬貨の3分の1を私製もしくは模造品が占める状況を受けて王立造幣局は1786年、業務を停止、市場はますます混乱した。純銀の硬貨にいたってはほぼ見かけなくなり、政府発行の銅貨でさえ密かに鋳潰してほかの金属を混ぜる打ち直しが横行、重量の足りない模造品がどんどん流通したのである。王立造幣局は1773年から1821年まで、じつに48年にわたり銅貨を発行していない。そこで足りなくなった銅貨を補うため、事業主はそれぞれ正規のハーフペニー銅貨とほぼ同じサイズの私製硬貨を用意して使うようになり、ボールトンも何百万枚も受注した。たまに王立造幣局が発行しても品質管理が行き届かないため完成品は見劣りがしたという。
じつはボールトンは当初、小物製作の延長として1780年代半ばにプレス加工に着目。あわせてコーンウォール地方の銅山の株を持っており、さらに銅山が買い手のない粗銅を持て余すと買い取っていたことから、材料の在庫も潤沢であった。それでも、私製銅貨が出回った当初は注文が入っても断ったのである。「特定のだれかを槍玉にあげるつもりはないが硬貨の私製には断固反対であり、バーミンガムで私製硬貨をうけおう業者をだまって見逃すわけにはいかない」。それでも1788年には業態の一環として「ソーホー貨幣製造所」を立ち上げ、1基当たり1分間に硬貨70枚から80枚製造する蒸気エンジン式の圧延装置8基を投入したのである。イギリス硬貨を発行する免許を取得するまで利益は伸び悩んだものの、製造開始からほどなくしてイギリス東インド会社がインドで使う硬貨を作り始める。
イギリス国内の貨幣問題はその後も解決されない。ボールトンが造幣局長官チャールズ・ジェンキンソン (のちに初代リヴァプール伯に叙任。ロバート・ジェンキンソン首相の父) に宛てた1789年4月14日付の書簡にはこう書いてある。

どの旅を振り返っても、改札口あるいはあらゆるところで受け取るつり銭のじつに3分の2は偽造硬貨でありました。日々、最も下層の製造業者が偽造しては流通させて悪貨は増え続け、貧しい従業員に払うべき報酬の大半を偽造硬貨にすり替えている現状であります。本来なら36シリング（額面価格）分の銅貨を後ろ暗い製造業者から20シリングで買うのでは、不正行為の利益は尋常ではありえないと拝察します」

ボールトンは「国王陛下の造幣所にて正規の銅貨発行に費やす経費の半額にて、新しい硬貨を打って差し上げます」と申し入れている。友人のサー・ジョセフ・バンクスに宛てた手紙で自分の提案がいかに優れているか説明した。

わが社の機械は高性能、操作は簡単、管理に人手がいらず、経費を削減。品質の面でも貨幣製造に用いられた従来の機械と比べて仕上がりがまことに美麗……原板もしくは圧延板は熟練工でなくても注意散漫でも金型に正確にすばやく設定。昼夜の別なく疲れ知らずで稼動し当番は小僧2組でじゅうぶん。係数装置付きでだれが操業してもごまかすことは不可能。表・裏の模様、側面を同時に圧印。。模様の「背景」の輝きは他社の製造機には達成不可能。硬貨は誤差なく既定の寸法にしあがり端まで正確な同心で真円に圧穿、他社製品では到達できない。

ロンドンで粘り強く議会にロビー活動をしてイギリス硬貨製造の契約を取り付けようとしたボールトンだが、1790年6月、ピット政府は無期限に改鋳の決定を延期した。そのあいだソーホー貨幣製造所は東インド会社やシエラレオネ会社、ロシアから大量の硬貨を受注し、並行して国内では王立造幣局に高品位の地金を供給している。アメリカ向けにも現地フィラデルフィアの造幣局が打印する100分の1ドル硬貨と純銅硬貨の地金200万枚超分を納品、造幣局長官エリアス・ブーディノットは「徹底的に磨き上げた完璧さ」と評している。技術力で群を抜くボールトンの貨幣製造所は羨望の的になる一方で反感を買い、同業者が企業スパイをしかけたり議会に操業停止を訴えたり、好ましくない声があがり始めた。

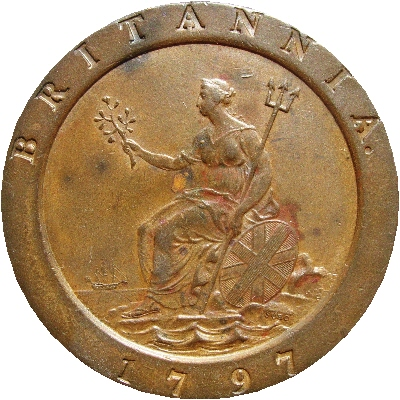
ボールトン製〔車輪〕の2ペンス硬貨 (1797年)

1797年2月にイングランド銀行が紙幣の兌換を停止するとイギリスの経済状況はどん底を見る。政府は貨幣の流通量を増やすため大量の硬貨を発行する策を採用、ロバート・ジェンキンソン首相は3月にボールトンをロンドンに呼び出し政府の計画を伝える。4日後ボールトンは枢密院の会議に出席させられ、その月末、政府から貨幣発行の契約を取り付ける。1797年7月26日の布告によるとジョージ3世は「現況の緊急性に鑑み、わが指示により銅貨の即時供給がなされ得ること、重労働にあえぐ貧者への支払いに当てる最善の策に資するであろうことは喜ばしく……この政策を実行し1ペニー、2ペンスなりとも発行することを希望する」と述べたという。この王命により銅貨の額面と品位を近づけるため、重量はそれぞれ1オンス、2オンスとする制約が加えられる。ボールトンの偽造対策とはデザインをドイツのコンラッド・ハインリッヒ・キュヒラーに依頼し、高くした縁の内側に極印または文字と数字を打刻、偽造しにくくしたのである。2ペンス銅貨の直径は正確に1インチ半、16枚を一列に並べると2フィート。重量と直径がきちんと揃ったため、重量の軽い偽造品が見分けやすくなった。キュヒラーは同じ比率でハーフペニー銅貨と青銅貨 fathings をデザインし、青銅貨は模様の打印までしながら認可を受けられず、とうとう公式に流通しないままに終わった。ハーフペニー銅貨の直径は10枚並べると1フィート、青銅貨は12枚で1フィート、ハーフペニー銅貨は大きさと縁の太さから「車輪」と呼ばれ、青銅貨もニックネームは「車輪」である。1ペニー硬貨はこの値で登場した初の銅貨であった。ところが、新硬貨の発行から1ヶ月もたたないうちに鉛に銅をかぶせた偽造硬貨が出回り、ボールトンはひどく悔しがったという。
車輪の2ペニー硬貨が発行されたのはこのとき一度きりである。製造技術が難しかったことに加え、実用には重すぎたこと、銅が値上がしたことから1800年に市場から回収、溶解した。1799年と1806年にもボールトンは小額の銅貨3種の製造契約を受ける。1799年製造分のみ以前の車輪のデザインを採用 (ただし発行年は1797年と打刻) 、その他の年の製造分は地金を軽くして銅の値上がりに対処するとともにデザインも簡素化している。偽造問題の対策としてボールトンは銅貨の周囲に線を刻み、地金をわずかにふくらませる。偽造はボールトンが手がける硬貨ではなく標的を変え、依然として市場に流通する古い硬貨を模造するものの、1814年から1817年にかけて古い硬貨はだんだん回収されていく。
ボールトンが1809年に亡くなると、ワットは弔辞でこう述べている。

一言で申し上げるとすれば、ボールトン氏の最大の偉業は造幣技術の革新を図ったことにほかありません。これに加えて本業を幅広い分野に発展させた人物として――たとえ十分な利益を上げられるかどうか見通しが立たなくとも果敢に取り組んだ事業は数知れず――氏の忍耐強さと巨額の資金を投入した気前の良さは他者にはとうてい足元によることすらできないのであります。利益優先の一個人の事業主ではなく、まるで王族のように民に利するため事業を取り仕切り、金銭的利益よりも名誉を重んじた氏でありました。実業家として十分に称えられるべき生涯であり、その名声は永く語り継がれるでありましょう

## 社会活動と発言

### 科学の探求、ルナー・ソサエティ
ボールトンは正式な科学教育を受けたことがない。ジャイムズ・ケアは共同経営者でありともにルナー・ソサエティの会員であった人物で、ボールトンの死に際して次のように弔意を寄せた。

[ボウルトン]氏は科学的知識の習得にとって経験の蓄積による即断と理解力、論理的思考こそ肝要であって、教養はほんとうに学校教育から生まれるものか反証されました。自然科学の固有の分野における氏の見識は的確であり金属工学全般に精通、さまざまな事業の対象に関わるあらゆる化学作用を体得されていたのです。わけても氏の関心をひきつけたのは電気であり天文学でありました。

若い頃からボールトンは時代の科学的な進歩に関心があった。電気が人間の魂の現れであるという理論に見向きもせず「電気を霊魂と呼ぶのは間違である。単なる物質にすぎず、霊魂などではないことは明白である」と書き、そのような論調はたがいに脳の生み出す「妄想」を語り合うだけでしかないとも記した。また関心を共有する人物、例えばジョン・ホワイトハーストと知り合うとルナー・ソサエティに加盟させる。ペンシルバニアの印刷業者ベンジャミン・フランクリン（主要な電気実験を行う) は1758年にイギリスを訪問、長期滞在中にバーミンガムを訪れた彼に面会したボールトンは友人たちに引き合わせている。またフランクリンの助手として電気をライデン瓶に封じ込める実験に立会い、あるいはグラス・ハープを「グラシコード」として市販するために新しい瓶が必要だと聞くと、ボールトンがフランクリンの用立てた。
事業拡大により自由時間がなくなってからもボールトンは「哲学の」実践を続けた (化学実験を指す当時の言い回し) 。水銀の氷点と沸点を実験しては手帳に書き、年齢ごとの人間の脈拍数、天体の動き、封蝋や消えるインクの作り方をメモしている。しかし化学に情熱を燃やすもう一人の人物でルナー・ソサエティの会員のエラズマス・ダーウィンは1763にボールトンに宛てた手紙に「すでに堂々とした実業家になったあなたに―哲学の実践に関して―いかばかりか無心をお願いすることは私としても大変心苦しいのであります」。

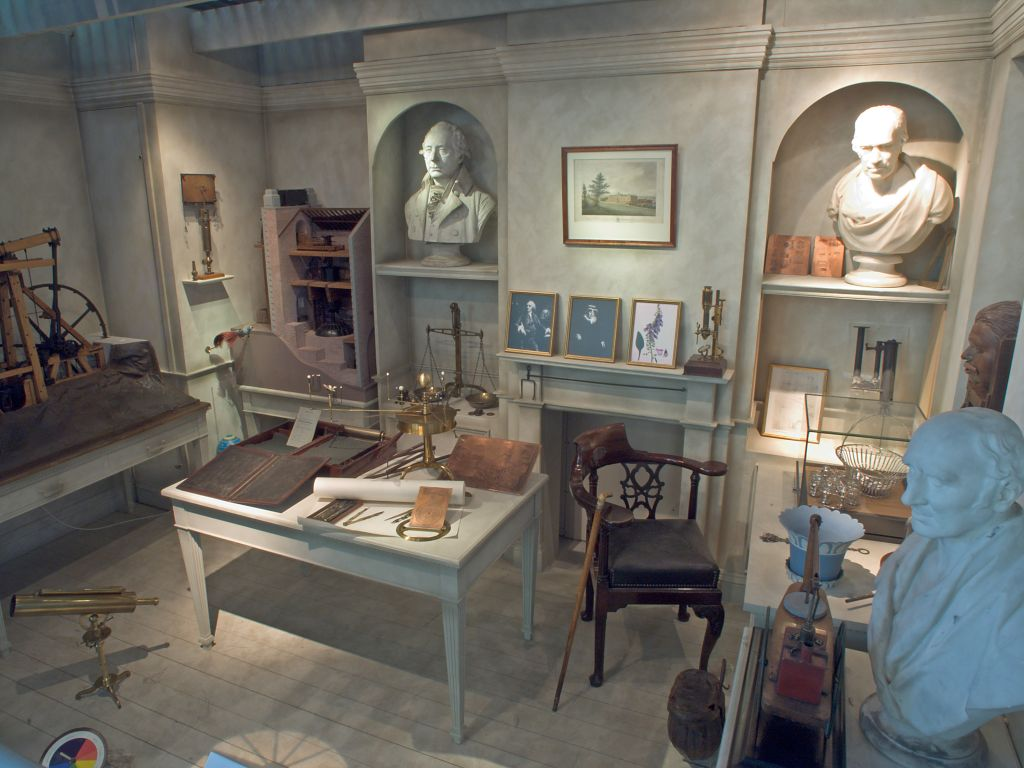
ルナー・ソサエティの会員をテーマにした展示 (シンクタンク・バーミンガム科学博物館)

血気盛んなバーミンガムの名士が1750年代、ときおり顔を合わせ始める。ボールトン、ホワイトハースト、ケア、ダーウィン、ワット (バーミンガム転入後),、陶芸家のジョサイア・ウェッジウッド、化学者で牧師のジョセフ・プリーストリーの面々である。イギリスの同好の集まりがそうであったように毎月、帰り道が明るい満月前後に集まることになり、誰が言うともなく会を「ルナー・ソサエティ」と名づける。幹事として会をまとめたウィリアム・スモール博士が1775年に亡くなると、ボールトンは集まりをきちんとした定例会にするため開催は毎週日曜日の午後2時から8時まで、会食のあとにテーマを決めて討論する決まりを作った。

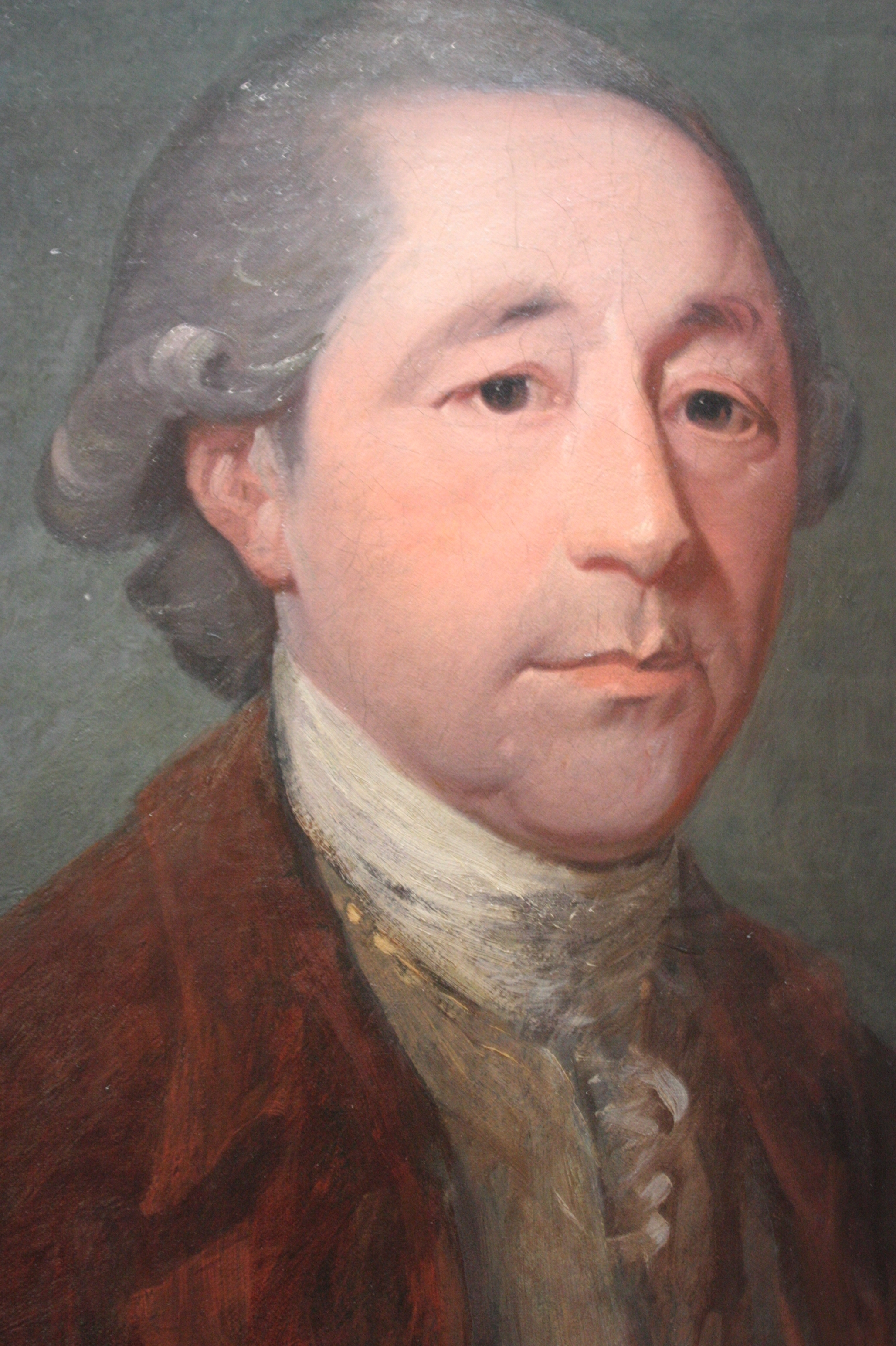
マシュー・ボールトンの肖像。ロンドンの国立肖像画美術館収蔵 (部分、1775年頃)

ルナー・ソサエティの正会員ではなかったがサー・ジョゼフ・バンクスも積極的に出席し、1768年にジェームズ・クック船長に同行して南太平洋を訪れた際は、ソーホー製作所で作らせた緑色のガラスのイヤリングを携え、行く先々の先住民にわたす土産品として使ったという。クック船長がボールトンに航海に用いる道具を注文したのは1776年、ところがボールトンはそれでは長い航海に耐えられないと助言し、製造に数年かかると断っている。1776年に出港したクックはそのおよそ3年後に殺され、ボールトンの記録には受注した道具の説明は残っていない。
定例会では討論や実験が行われ、会員には四半世紀にわたり共同事業を続けたワットのほかにもボールトンとビジネス上のつきあいのあった者がいる。ウェッジウッドとも、仕入れた大壺にオルモルで装飾して販売する事業を縁に事業提携を申し入れていた。長年ボールトンと提携して製品を販売したケアだが、共同経営者にならないかというボールトンの説得には乗らなかった。
1785年、ボールトンはワットとともに王立協会のフェローに推薦され、祝いの手紙を寄せたホワイトハーストは満場一致でボールトンの入会が決まったと記している。
ルナー・ソサエティの「弱体化を防ぎ永続を願った」ボールトンだったが、会員の死亡や退会で空席ができても新規に会員を入会させることはできず、ボールトンの死後4年目の1813年に会は解散、資産はくじ引きで分割された。定例会の会議録をつけていなかったため詳細はほとんど伝わっていない。会が後世に残した影響を歴史家のジェニー・アグロウが書きとめている。

ルナー[会議] (ソサエティのこと) の会員は……それぞれ産業革命の父であり……会の場で取り組んだ化学や物理学、工学や医学分野の実験、製造界と財界を牽引したリーダーシップ、さらに政治と社会に発信した意見がその功績といえる。社会階層にも有識者の常識にもしばられないネットワtークに燦然と輝く会員たちは、進化する科学的思考と分野ごとに受け継がれた伝統的技術を統合する視点を開いた。ヨーロッパでイギリスが抜きん出る要素の根幹である。

### 地元への貢献

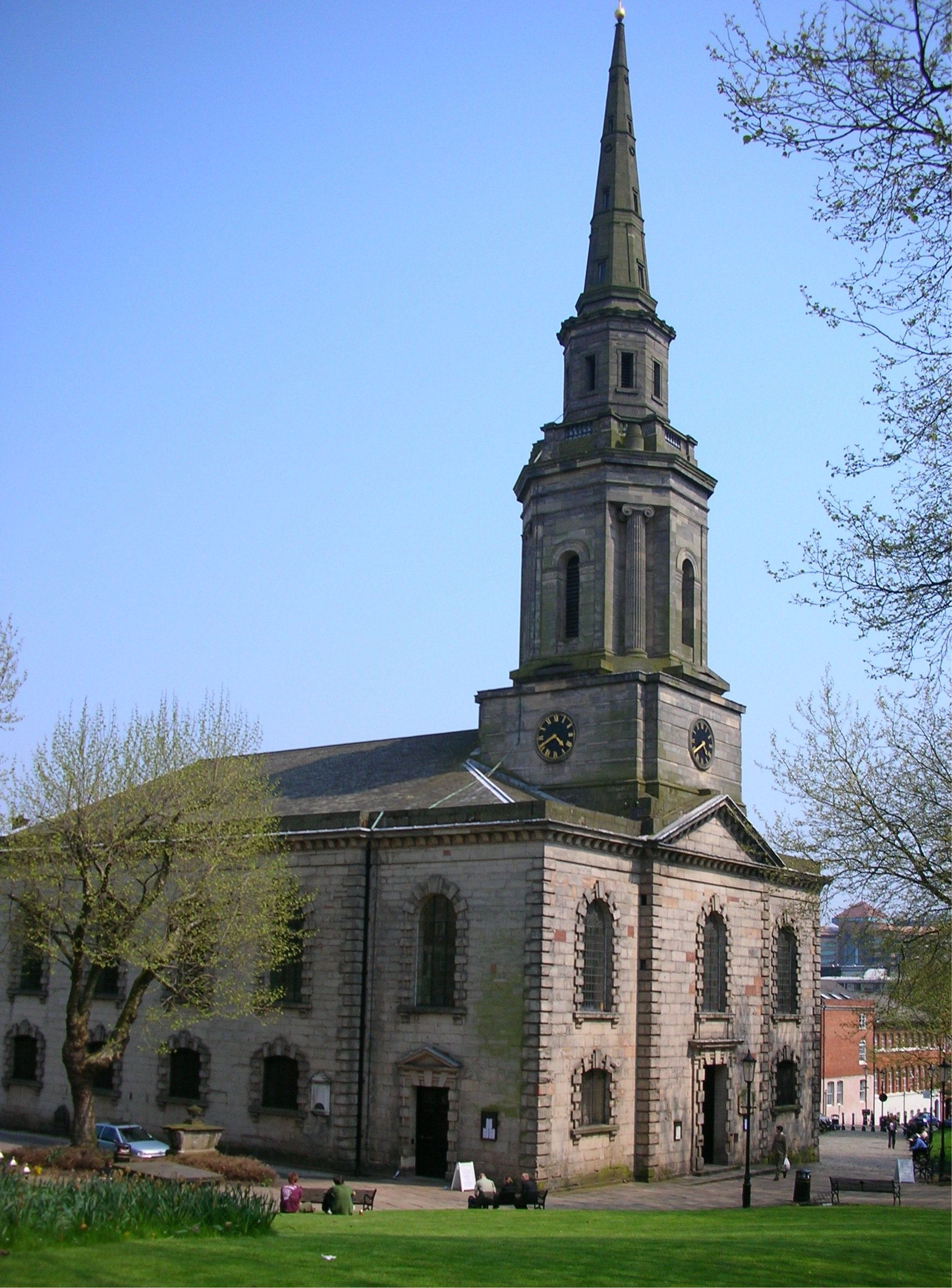
ボールトンはバーミンガムの聖ポール教会の教区員だった

バーミンガムの市民の暮らしにも深く関わったボールトンは、友人のジョン・アッシュ博士と共に、市内に病院を建てようという計画を温めていた。ヘンデルの大ファンだったことから、バーミンガムで音楽祭を開き建築資金を集めることを思いつくと1768年9月に第1回を開催。その後、この音楽祭は20世紀まで回を重ねていく。1779年に病院が開き、ボールトンが設置を援助した施療院「General Dispensary」では通院患者の治療が始まる。施療院経営に力を注ぎ、会計係を務め「施療院の資金繰りがうまく回らなくなった場合は私財を投じて支援する覚悟である」と書き残した。施療院はまもなく手狭になりテンプル・ロウに新棟を建設すると、1808年、ボールトンが亡くなる寸前に開業した。
ボールトンの支援でニュー・ストリート劇場が開いたのは1774年。後年、彼は劇場があったからこそ富裕層の人々がバーミンガムまで足を伸ばしたのであり、そのおかげで地域経済が潤ったと記している。また大衆演劇ではなくきちんとした台本のある演劇の上演 (王政復古の1660年以降、一般劇場での上演禁止) ができる認可劇場に指定するよう、芸術を監督する省庁 (Royal Patent)に申請、1779年には却下されたが1807年には指定に成功する。芸術面ではさらに地元のオラトリオ合唱協会を財政支援し、ボタン製造業でアマチュア音楽の興行に当たったジョセフ・ムーアと協力してうちわの演奏会シリーズを1799年に催した。またすぐれた音楽を育てたバーミンガムの聖ポール教会 St Paul's Church, Birmingham の長年の会衆である。ヘンデルの生誕百年 (誤) 、没後25年 (正) の1784年にウェストミンスター寺院で上演されたヘンデルのメサイアをボールトンは聴きに行った。「音楽も演技もどちらもすばらしく、筆舌につくしがたい。あの壮麗なハレルヤは魂がこの肉体を離れ、天へと誘われてしまうかと感じる響きであった」
バーミンガムの犯罪率は目を覆いたくなるほどで「真昼というのに売笑婦が堂々と町に出て真夜中までうろつく始末である」という。警察という組織ができる以前の時代であり、犯罪を減らそうと自警団を立ち上げて自ら夜間に町をパトロールし地元の民兵を支援して武器購入の資金を出している。ボールトンは1794年に現在の警察署長に相当するHigh Sheriff of Staffordshireに選出され、 地元スタフォードシャーを取り締まったのである。
ボールトンの関心は地元の生活改革から世界情勢にも関心を寄せ、当初はアメリカのthe rebellious American colonists, ボールトンは独立したアメリカがイギリスの貿易への脅威になるかもしれないと気づくと意見を翻し、1775年にアメリカに対する強硬姿勢を取るよう政府に促す請願を取りまとめる。しかし革命が成立するとかつての植民地との貿易を再開した。フランス革命の精神に同情的で正当性を信じながらも、革命政府の流血騒ぎの行き過ぎに恐怖を表した。war with France が勃発、フランスのいかなる侵略にも抵抗するという義勇軍に武器調達の資金を支援している。

## 家族、晩年、思い出

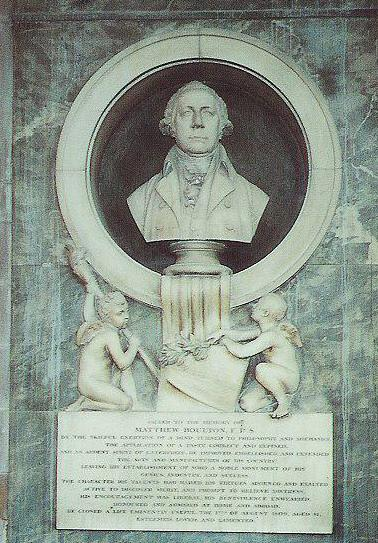
マシュー・ボールトン記念像 (ジョン・フラクスマン制作)

妻に宛てた1780年1月の手紙に出張で長く家をあけてはいるが、どれほど家族を深く愛しているか述べた。

最愛の妻と子供たちを残してこんなに寒く遠く離れた土地にこれほど長くいても、みなの幸福と豊かさ、よい暮らしのために働いているのだと知っていればこそ耐えられる。それが実現するまでは、苦労を苦労と思う暇など私にはないのだ。

1783年に妻のアンと死別、残された10代の息子のマシュー・ロビンソン・ボールトンも娘のアンも病弱だった。息子のマシューは病気がちで成績もふるわず何度も転校を重ねた末、1790年に父親の事業に加わる。娘のアンは足が不自由で幸薄い人生を過ごす。
1800年に蒸気エンジンの特許が切れるとボールトンとワットは引退、それぞれ息子に事業を引き継ぐ。息子たちはすぐに双方の父が自慢にしていたソーホー製作所の公開ツアーを終わらせた。退職後もボールトンはソーホーの貨幣製造所の経営を続け財界で活躍する。新しい王立造幣局が1805年にタワーヒルに建つと、ボールトンは最新の製造機械を納入する契約を授かった。ボールトンが精力的に仕事を続ける姿を見て、製作所からまったく身を引いたワットはボールトンの体調を心配し手紙で忠告している。1804年付けの手紙には「友人として貴殿がいつまでも工場の監督を続けられるのでは、健康に障りはしないかと憂慮してなりません。」

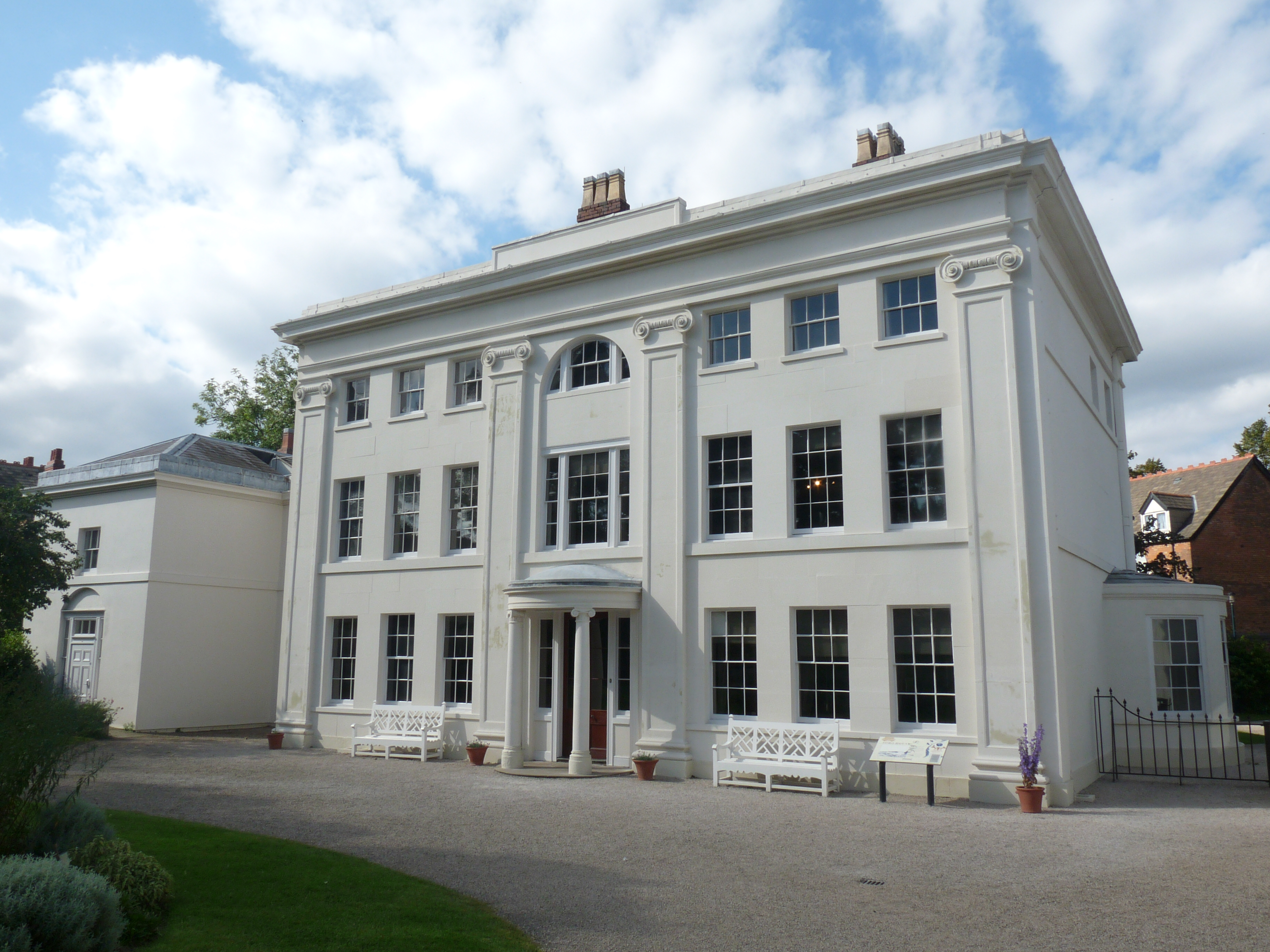
ソーホー・ハウス (2009年)

ボールトンは銀不足の対応策としてイングランド銀行の保管するスペインドルを自分に委託するように政府を説得した。銀行は硬貨のスペイン王の肖像にジョージ3世の小さな画像をリストライクしてイギリス硬貨として循環させようとしていたが、世論は偽造が混じることを心配して銀行案の受け入れに消極的だった。ここから生まれた対句がある。「銀行はスペインドルを使えってね／ロバの首に馬鹿の頭を押せってね」。ボールトンはリストライクの刻印に車輪のデザインを使わなかった。ボールトンが望んだほど偽造防止は成功せず (発行後、数日以内に銀行によくできた偽物が到着) 、それでも王立造幣局が1816年に再び銀貨を大量に打印するまで、ボールトンの硬貨は回収されず市場に流通した。1808年には健康を損ねていたものの使用人にソーホー・ハウスからソーホーミントまで運ばせると自分の席に座り、機械がいつになく忙しく動く様子を見守っている。東インド会社向けに硬貨およそ9000万枚を打印する仕事に追われた年であり、「私自身、今までにさまざまなものを製造した中でもっとも情熱を傾けたのは貨幣製造技術であり、これこそ完璧さをとことん追求したのである」と書いた。
その翌年 (1809年) には長年わずらった腎臓結石が膀胱に達し、激しい痛みに耐えながら衰弱が進み 、8月12日ソーホー・ハウスにて永眠 。バーミンガムの聖マリア教会 (ハンズワース) の教会墓地に埋葬される (拡張工事で教会建物がボールトンの墓を覆った) 。教会堂の内部、sanctuaryの北側に息子のマシューが置かせた大理石の大きな記念像はジョン・フラクスマンの彫刻である。碑文の上部には丸窓に囲まれたボールトンの胸像が彫られ、見上げるプットの片方は手にソーホー製作所の絵を持っている。

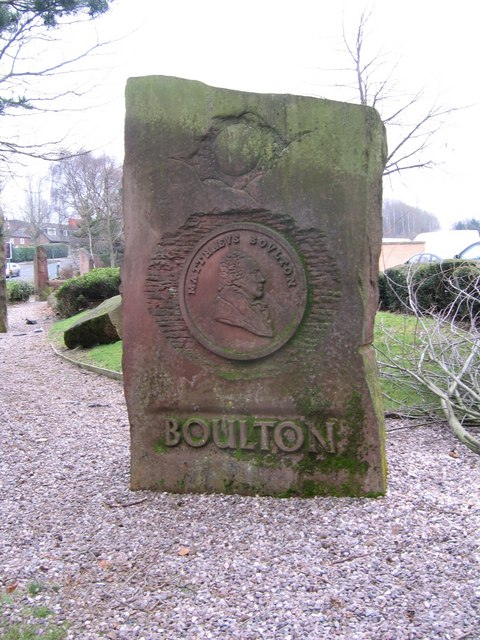
ルナー・ソサエティ創設者ボールトンを記念する石碑

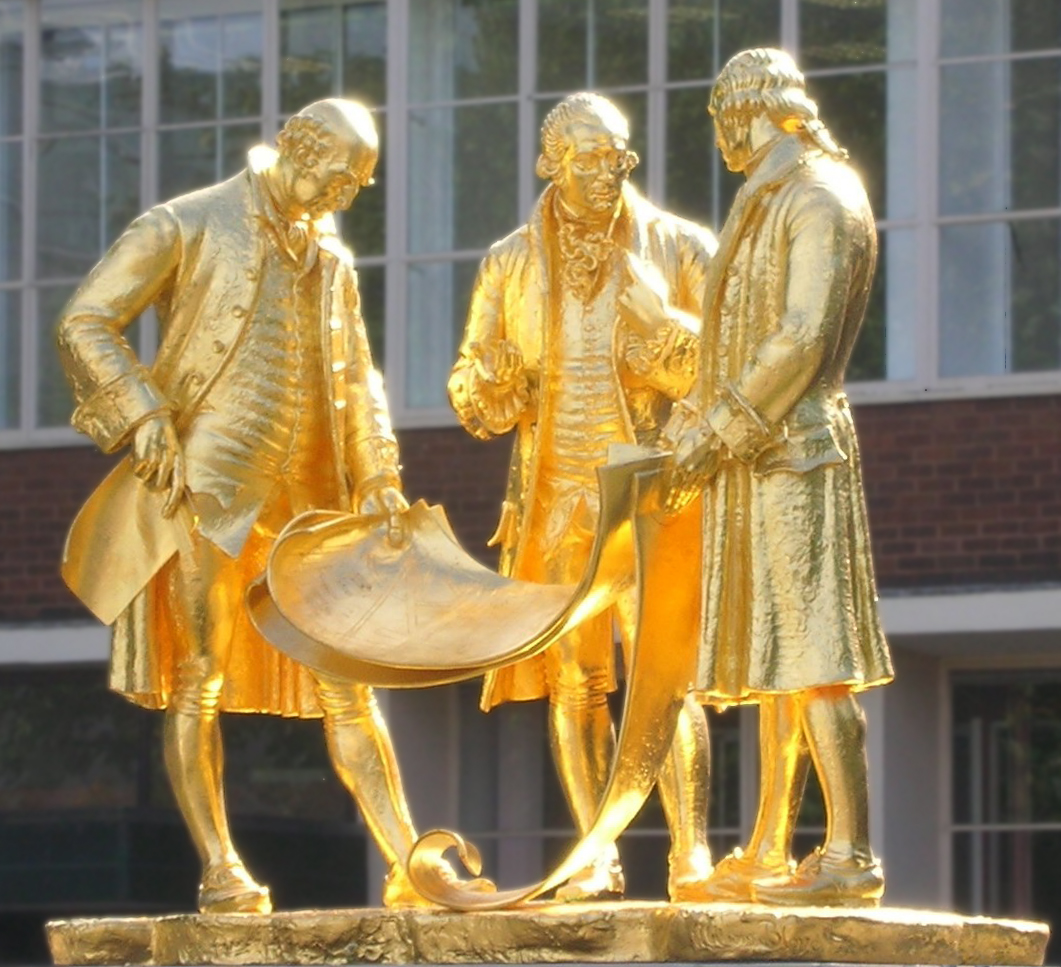
ボールトン、ワット、マードック記念像。修復を終えて旧登記所の前に立つ

バーミンガム一帯には記念碑やボールトンとゆかりがあるものをそこここに見ることができる。1766年から亡くなるまで住んだソーホー・ハウスは博物館として、彼が初めて実験のために借りたセアホールミル (水車小屋) は公開しており、ソーホー製作所と住まいの記録はバーミンガム市の史料編纂所に寄託された。バーミンガム市では歴史的な場所をブルー・プラークという青い銘板で示しており、ボールトンが生まれたスチールハウス通りの家とソーホー・ハウスにも掲示している。バーミンガム中心部のブロード通りに面した旧登記所の建物の前に立つブロンズ像はウィリアム・ボイル (William Bloye) が鋳造したボールトン、ワット、マードック記念像 (1956年製作) 、マシュー・ボールトン大学は彼を称えて1957年に改名された (2009年8月にサットン・コールドフィールド大学と統合されバーミンガム・メトロポリタン大学と改称) 。2009年の没後200年記念日に組まれたさまざまな行事のうち、バーミンガム市議会はその年を「マシュー・の人生と業績と社会的貢献を記念する年」に指定している。
2009年5月29日、イギリス銀行としては初めて、ふたり分の肖像を載せた紙幣を発行、50イギリスポンド紙幣にボールトンとワットが肩を並べ、蒸気機関とソーホー製造所が描かれた。また「では世界中が求めるものをここにお見せしましょう、POWERを」 (ボールトン) 、「私にはこの機械しか頭にありません」 (ワット) とそれぞれに賛辞も印刷してある。さらに2011年9月、これらの紙幣の発行は同年11月2日に決まったと告知。
ロイヤルメールの記念切手はボールトン になると発表されたのは2009年3月のことである。ウェストミンスター寺院のジェームズ・ワット像のとなりに、2014年10月17日、共同事業者マシュー・ボールトンの像が並んだ。